# Fachgruppe Wassergefahren
Die Fachgruppe Wassergefahren (FGr W) als Fachgruppe des THW rettet Menschen, Tiere und birgt Sachwerte bei Wassergefahren. Sie wirkt zusammen mit anderen Einsatzkräften bei der Versorgung der Bevölkerung mit. Sie transportiert Lasten verschiedener Art für den Einsatzbedarf bzw. bei Evakuierungen. Sie betreibt Mehrzweck-Wasserfahrzeuge auf dem Wasser, baut schwimmende Arbeitsplattformen und Anleger für verschiedene Arbeiten an und auf dem Wasser. Ferner wirkt sie bei der Damm- und Deichsicherung mit. Zurzeit gibt es 132 dieser Fachgruppen verteilt über das Bundesgebiet.
Die Fachgruppe Wassergefahren existiert als Typ A und Typ B.
Bei Typ A liegt der Schwerpunkt auf der Arbeit mit Mehrzweckarbeitsbooten, wohingegen Typ B auch mit Mehrzweckpontons im Einsatz sind und Anleger, Behelfsbrücken und Arbeitsplattformen errichten. Entsprechend unterscheiden sich die Gruppen auch in der Ausbildung.

## Personal/Stärke
Kurzform:
0/3/9/12
Funktions- und Helferübersicht:
- 1 Gruppenführer
- 2 Truppführer (Bootsführer, bei Typ B zusätzlich: Fährenführer)
- 9 Fachhelfer

In der Fachgruppe Wassergefahren werden durch die 9 Fachhelfer folgende Zusatzfunktionen besetzt (Doppel-Zusatzfunktionen notwendig, z. B.: Kraftfahrer und Sprechfunker):
- 4 Bootsführer
- 2 Bootsführer / Sprechfunker
- 2 Kraftfahrer CE / Ladekranführer / Sprechfunker
- 1 Sanitätshelfer

Bundesweit sind 129 Fachgruppen Wassergefahren aufgestellt.
Aufgaben der einzelnen Funktionen:

### Gruppenführer Wassergefahren (GrFü W)
Der Gruppenführer hat die Verantwortung für die personelle und materielle Einsatzbereitschaft seiner Gruppe.
Er wirkt bei der Erstellung der Dienst- und Ausbildungspläne für die Fachgruppe Wassergefahren mit.
Der Gruppenführer  leitet die Helfer seiner Fachgruppe zur Bewältigung von Einsatzaufgaben fachlich an und berät den Zugführer / Einsatzleiter insbesondere in Fragen der Fachkunde seiner Gruppe.

### Truppführer Wassergefahren (TrFü W)
Der Truppführer führt die Helfer seines Trupps und leitet sie fachlich an zur Bewältigung von Einsatzaufgaben, die der fachtechnischen Ausrichtung und Aufgabenstellung der Gruppe entsprechen, und zur allgemeinen Unterstützung anderer Einheiten, Einrichtungen und Organisationen. Das schließt die Herstellung und Erhaltung von Verbindungen zu übergeordneten und nachgeordneten Stellen mit ein.

### Bootsführer (BoFü W)
Bei Einsätzen und Ausbildungen führt der Bootsführer das Boot gemäß den Vorschriften und Gesetzen.
Er ist verantwortlich für die Überwachung der Verkehrs- und Betriebssicherheit des Wasserfahrzeugs und achtet auf die Einhaltung der Prüffristen.
Hierfür absolviert der Helfer die Lehrgänge „Bootsführer Grundlagen“, „Bootsführer Binnen“ alternativ, „Bootsführer See“ sowie zur Ergänzung regelmäßig „Fortbildung BoFü Binnen / See“.

### Fährenführer(FäFü W)
Bei Einsätzen und Ausbildungen führt der Bootsführer die schwimmenden Arbeitsplattformen (mit und ohne Auffahrrampe) / Pontons  gemäß den Vorschriften und Gesetzen.
Er ist verantwortlich für die Überwachung der Verkehrs- und Betriebssicherheit des Wasserfahrzeugs und achtet auf die Einhaltung der Prüffristen.
Die Ausbildung zum Fährenführer beinhaltet sämtliche Lehrgänge, die für den Bootsführer nötig sind sowie den Lehrgang „Bau und Fahrausbildung einer Arbeitsplattform (Spez 48)“.

### Ladekranführer (LKrFü W)
Der Ladekranführer bedient den Ladekran gemäß den Vorschriften und Gesetzen.
Er ist verantwortlich für die Überwachung der Verkehrs- und Betriebssicherheit des Krans und achtet auf die Einhaltung der Prüffristen.
Er benötigt den Lehrgang "Ladekranführer". Auch wenn viele Ladekranführer die Bereichsausbildungen "Kraftfahrer I" und Kraftfahrer II" durchlaufen haben, sind diese nicht zwingend notwendig, um den Ladekran zu führen.

### Kraftfahrer CE (KF CE)
Er fährt und betreut das Einsatzfahrzeug der Fachgruppe.
Hierzu gehört nicht nur vorschriftsmäßiges und sicherheitsbewusstes Fahren im Einsatz, sondern auch die Pflege des Fahrzeugs, die Überwachung der Prüffristen und die Maßnahmen zur Materialerhaltung sowie die Fürsorge.
Die Voraussetzungen, um Kraftfahrer zu werden, sind die Fahrerlaubnis der Klasse CE und eine zweiteilige „Bereichsausbildung Kraftfahrer“.

### Sprechfunker (SprFu)
Der Sprechfunker ist für Informationsaustausch über Funk zuständig.
Er errichtet Funkstellen und unterhält die Sprechfunkverbindungen seiner Teileinheit.
Er sorgt auch für den gebrauchsfähigen Zustand der Geräte.
Um diese Position zu erfüllen, absolviert der Helfer die „Bereichsausbildung Sprechfunk“.

### Sanitätshelfer (SanHe)
Im Falle leichter Blessuren sorgt der „Sanhelfer“ für Abhilfe. Er führt Erste-Hilfe-Maßnahmen durch und kann im Einsatz an Leichtverletzten die sanitätsdienstliche Betreuung übernehmen.
Er sorgt auch für die Vollständigkeit und Verwendbarkeit der Sanitätsausstattung der Fachgruppe.
Seine Qualifikation erlangt er durch die „Bereichsausbildung Sanitätshelfer“, die er durch regelmäßige Auffrischungslehrgänge ergänzt.

## Fahrzeuge/Ausstattung
Die Fachgruppe Typ A
- LKW mit Ladekran und Geräte-Container (LKW Ldk)
- 1 Mehrzweckboot
- 1 Schlauchboot (SchlB) mit einem Anhänger
- 2 Mehrzweckarbeitsboote (MzAB) auf Anhängern

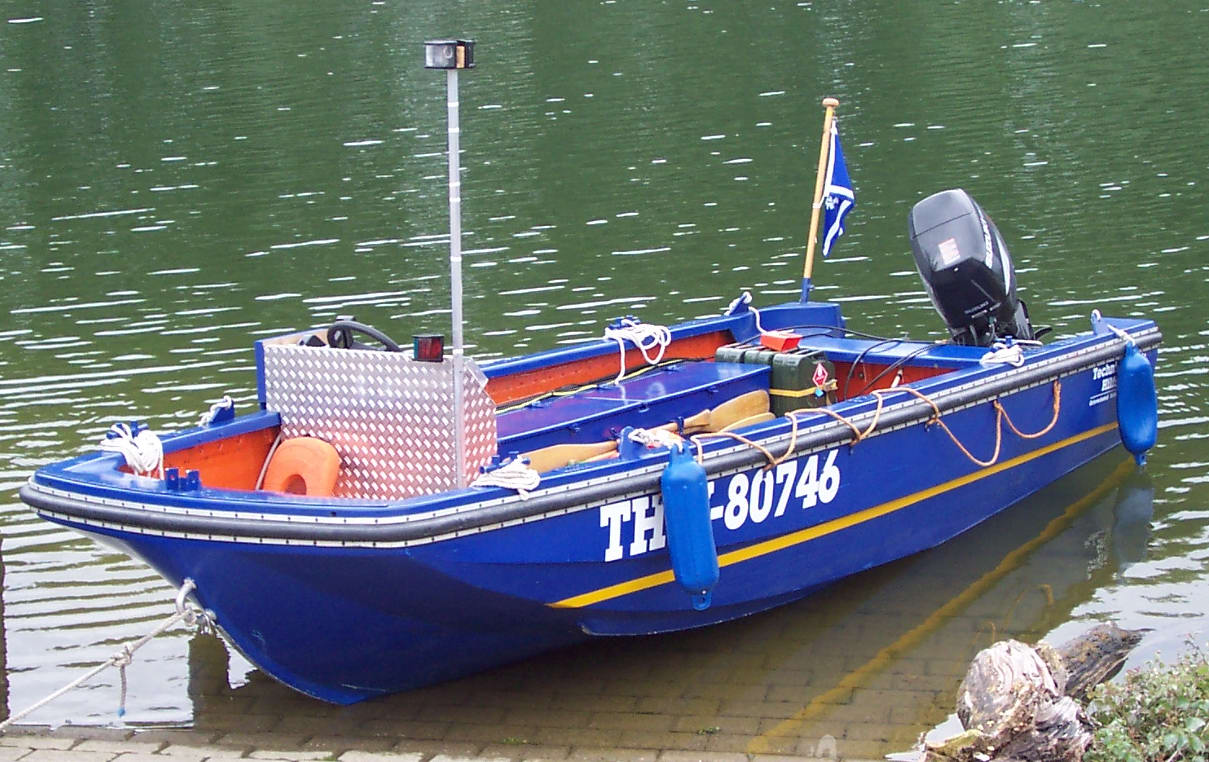
Mehrzweckboot

Als Typ B: 2 Mehrzweckpontons (MzPT) auf Anhängern
- LKW mit Ladekran und Geräte-Container (LKW Ldk)
- 1 Anhänger mit Mehrzweckboot
- 1 Anhänger mit Schlauchboot (SchlB)
- Anhänger mit 4 × Mehrzweckponton
- Anhänger

Seit 2023 werden LkW des Typ MAN TGS 26.430 6×6 mit Ladekran 24,7 mt und Seilwinde (Zugkraft 60 kN) beschafft. Damit sollen unter anderem die bis 1982 in Dienst gestellten und noch immer vorhandenen MAN gl ersetzt werden.